# Zwerkbal
Zwerkbal (Engels: Quidditch) is een sport voor tovenaars uit de Harry Potterboeken van J.K. Rowling. In de wereld van Harry Potter is Zwerkbal een populaire sport: veel mensen praten erover mee en zijn zeer enthousiast als er een groot toernooi wordt gespeeld. Ook heeft iedere heks of tovenaar wel een favoriet Zwerkbalteam. 
Het woord zwerk is Nederlands voor drijvende wolken of hemel.

## Beschrijving van het spel

### De ballen
Het spel wordt gespeeld met drie soorten ballen: De Slurk, De Beukers (2) en De Gouden Snaai.

#### De Slurk
De Slurk (Engels: Quaffle) was een normale ronde rode bal. Hij werd van leer gemaakt en vroeger zat er ook vaak een lus aan. De Slurk werd met één hand gevangen en gegooid. Daarom had hij vroeger brede vingergaten. Dit soort slurken worden in 1875 afgeschaft: men zag hem van een houvastbezwering.Toen was de Slurk naadloos en heeft hij een doorsnede van dertig centimeter. Sinds een zwerkbalwedstrijd in 1711 is de slurk rood,gezien hij anders niet te zien was als hij in de modder lag. De Jagers vonden het vervelend dat ze - als ze de Slurk misten - naar beneden moesten duiken om hem te vangen. Daarom behekste Spirulina Pasmoer de Slurk zo dat hij langzaam naar beneden viel. Dat gebeurt nu nog steeds. Slurken hebben een bezwering waardoor ze minder snel vallen.

#### De Beukers
De Beukers (Engels: Bludgers) waren eerst vliegende keien en werden 'Bonkers' genoemd. Het nadeel van vliegende keien was dat ze konden openbarsten als er met een Drijversknuppel uit de vijftiende eeuw op werd geslagen. Daarna ging men experimenteren met andere materialen en kwamen ze uit op lood. Na een poosje bleek echter dat lood te zacht was voor zwerkbaldoeleinden. Elk deukje beïnvloedt het vermogen van een Beuker om recht te vliegen. Tegenwoordig zijn de Beukers van ijzer en hebben ze een doorsnede van 25 cm. Beukers zijn behekst en achtervolgen ieder persoon, daarom hebben de Drijvers een knuppel zodat ze de Beukers naar een speler van het andere team kunnen slaan.

#### De Gouden Snaai

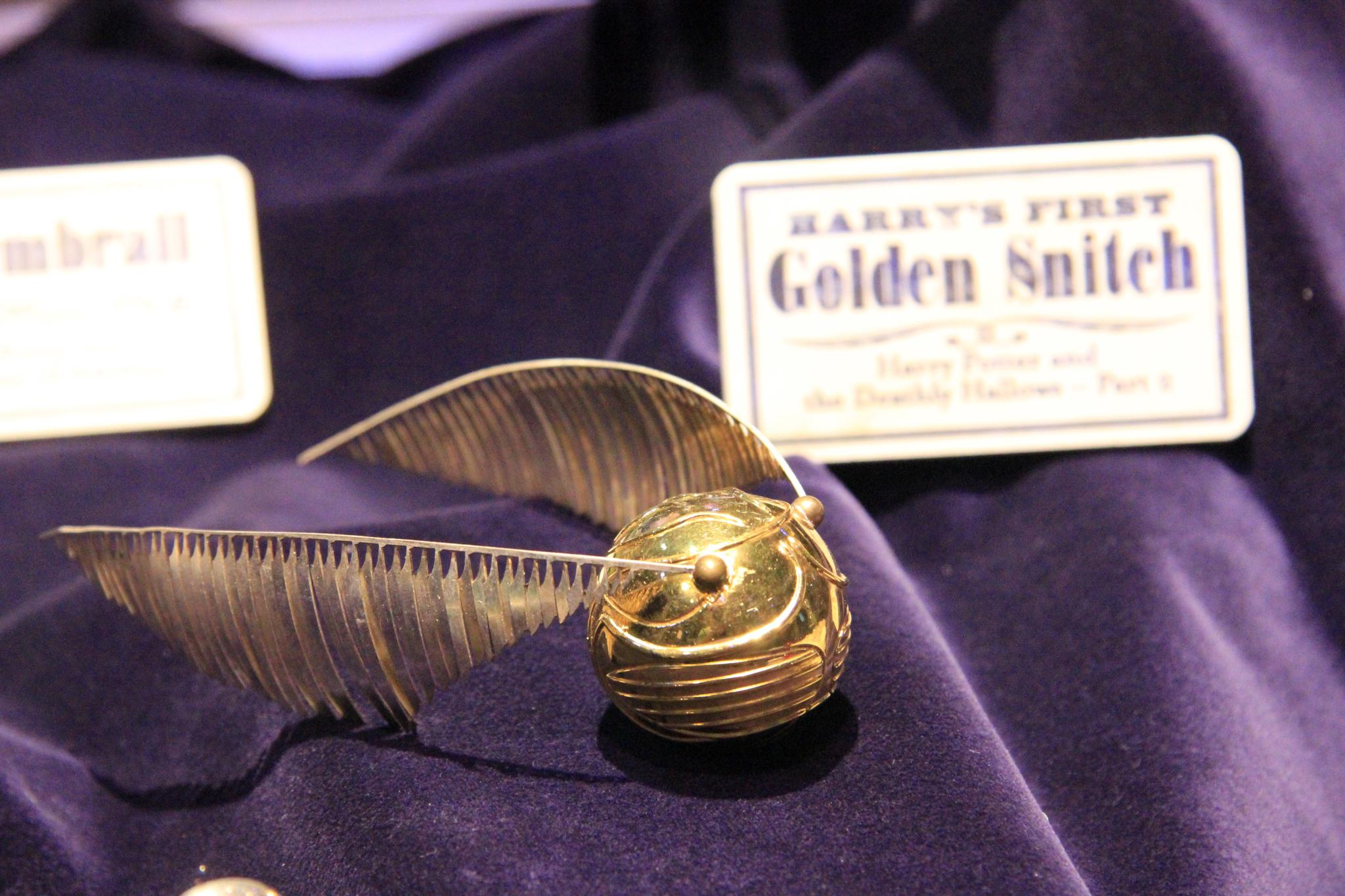
Gouden Snaai

De Gouden Snaai (Engels: Golden Snitch) is een gouden balletje ter grootte van een flinke walnoot met vleugeltjes dat snel rondfladdert.
Een Snaai heeft huidherinneringen. Dit betekent dat een Snaai zo is betoverd dat hij de eerste persoon die hem aanraakt naderhand kan identificeren. Hierdoor kan de Snaai uitsluitsel geven wanneer het niet zeker is wie de Snaai tijdens een Zwerkbalwedstrijd als eerste heeft gevangen. Daarom wordt een Snaai ook nooit met een blote hand aangeraakt voordat hij wordt gebruikt tijdens een Zwerkbalwedstrijd. Zelfs de maker raakt de Snaai niet aan, deze draagt tijdens de fabricage handschoenen.
Vroeger was er nog geen Snaai, toen werd er een vogeltje gebruikt (de "Smiecht"). Het diertje was heel klein en kon heel snel vliegen. Later werd de smiecht een beschermde diersoort en konden ze hem niet meer gebruiken, daarom werd er een Gouden Snaai ontwikkeld.

### Het veld

Schematische voorstelling van een Zwerkbalveld

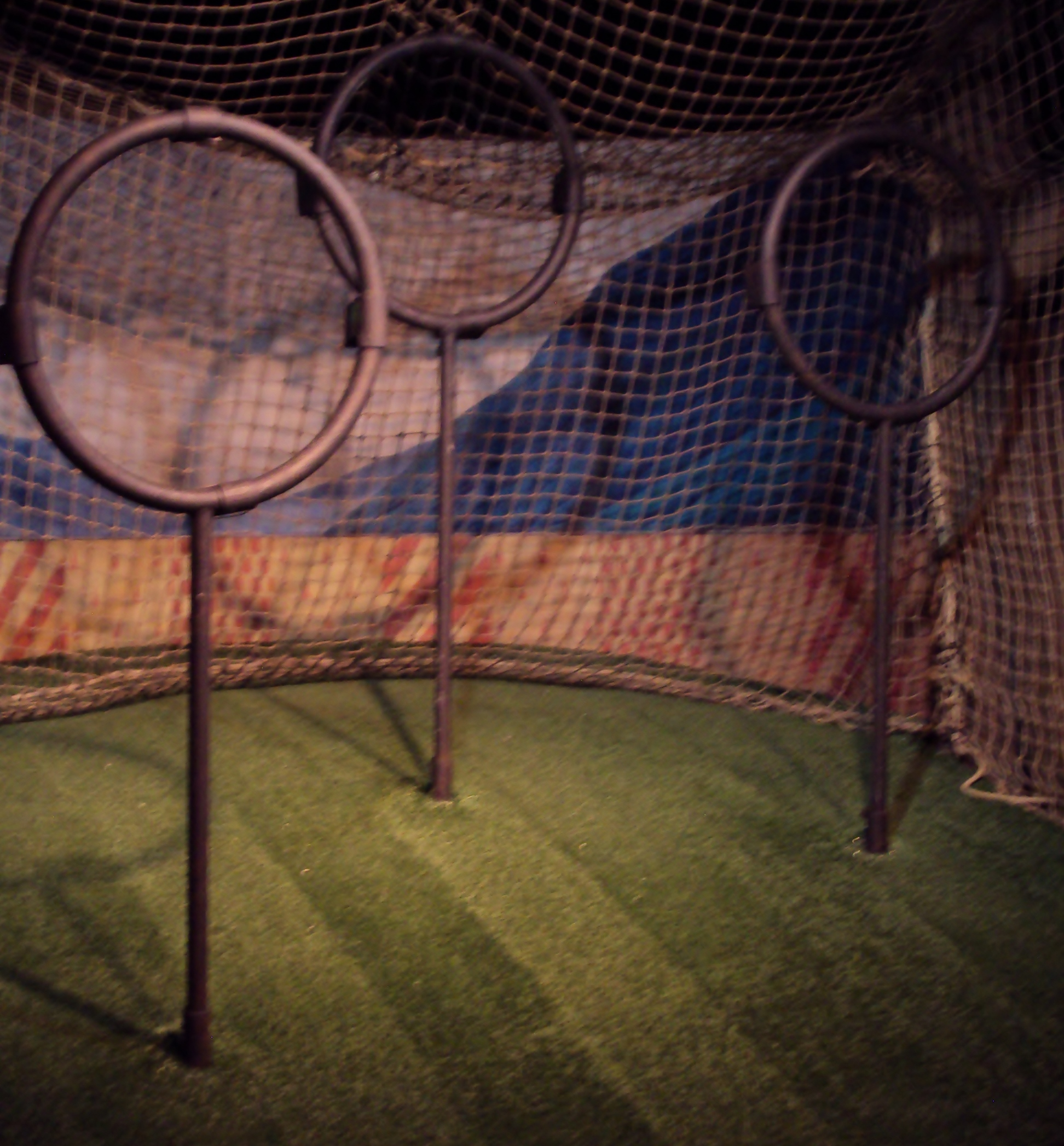
Foto van een Zwerkbalveld

Zwerkbal wordt gespeeld op een ovaal veld, dat verschillende ondergronden kan hebben, (1) ter grootte van een voetbalveld met aan beide kanten drie grote masten (2) met aan de bovenkant ringen (in dit artikel wordt de term hoepel(s) gebruikt als men hiernaar verwijst) waardoor heen kan worden geworpen. De speeltijd van het spel hangt af van de zoeker van het team, het spel stopt namelijk pas als de gouden snaai is gevangen. Het 'wereldrecord' werd gevestigd tijdens de wedstrijd in de Engelse League tussen de Tutshill Tornados en de Carphilly Catapults toen Roderik Pineut, de zoeker van de Tutshill Tornado's (in 1921, toen de Tutshill Tornado's regerend wereldkampioen waren) de snaai al na drieënhalve seconde pakte. Dat was de kortste wedstrijd ooit. De langste wedstrijd was een duel dat in het teken stond van de wereldbeker van 1463, en duurde drie maanden.

### De spelers
Zwerkbal wordt gespeeld op vliegende bezems. Elk team bestaat uit zeven spelers:
- De Jagers (Engels: Chaser): De drie jagers hebben als taak om punten te scoren voor het team. Er wordt gescoord door de Slurk door een van de drie hoepels te gooien. Wanneer een team scoort krijgt het tien punten.
- De Wachter (Engels: Keeper): De wachter heeft als taak om ervoor te zorgen dat het vijandige team niet scoort. Hij verdedigt dus de hoepels.
- De Drijvers (Engels: Beater): De twee drijvers hebben als taak om het vijandige team te dwarsbomen. Dit doen ze met behulp van de beukers. De drijvers beschikken namelijk over korte knuppels, een soort verkorte honkbalknuppels, en met deze knuppels slaan ze de beukers in de richting van het vijandige team. Tegelijkertijd verdedigen ze hun eigen teamgenoten ook tegen vijandige inkomende beukers.
- De Zoeker (Engels: Seeker): De zoeker heeft als taak om de Gouden Snaai te vangen. De gouden snaai is namelijk honderdvijftig punten waard bij zwerkbal. Bovendien is het spel afgelopen als de snaai gevangen wordt. Wanneer een team meer dan honderdvijftig punten achterstaat, is het niet gunstig om de snaai te vangen en dan is het de taak van de zoeker van het achterlopende team dat hij verhindert dat de tegenstander de snaai vangt.

## Fictieve geschiedenis
Zwerkbal begon als een simpel spel gespeeld op bezems, waarbij de spelers met een leren bal (De Slurk) overspeelden en probeerden in doelen aan beide kanten van het veld te werken. Niet lang daarna werden er de Beukers toegevoegd. De gouden Snaai werd weer later toegevoegd. De Snaai vindt zijn oorsprong in een andere oude sport waarbij de spelers een Gouden Smiecht, een snelle, gouden vogel moesten proberen te vangen. In het jaar 1269 werd zo'n gouden vogel losgelaten tijdens een zwerkbalwedstrijd. Diegene die hem zou vangen kreeg 150 Galjoenen (tegenwoordig meer dan 1 miljoen Galjoenen waard). Later werd, ter verering van die sport, 150 punten toegekend aan het team dat een Gouden Smiecht zou vangen. De vogel was tegen deze tijd een bedreigde diersoort. Een Ierse voorloper van Zwerkbal is "Aingingein".

### 10de eeuw – 13de eeuw
962
In deze tijd werd in Europa al op bezems gevlogen. De ontwikkeling van de bezem is van groot belang voor de ontwikkeling van de Zwerkbalsport. Zodra de bezems bochten konden maken en van snelheid konden variëren, ontstonden de eerste bezemsporten.
Begin 11de eeuw
Uit deze tijd stamt het allereerste verslag van een Zwerkbalwedstrijd. Het is geschreven door de heks Gerda Klepel uit Blubberveld. Zij woonde aan de rand van een moeras en beschreef in haar dagboek een balspel dat waarschijnlijk een primitieve voorloper van het huidige Zwerkbal is. Het dagboek is te zien in het Zwerkbalmuseum in Londen.
12de eeuw
De tovenaar Diederik Knar schrijft in een brief aan zijn broer in Noorwegen over een spel dat hij Zwerckbol noemt. Uit deze brief blijkt dat het balspel bekend is in grote delen van Engeland. Het spel dat in deze brief wordt beschreven, begint op het huidige Zwerkbal te lijken. Er wordt gesproken over 'vangers' waarmee waarschijnlijk jagers worden bedoeld. Ook waren er beukers ('bonkers') en drijvers in het spel. Het doel bestond uit tonnen op palen. Er is nog geen sprake van een gouden Snaai.
1269
Voor het eerst wordt er tijdens een Zwerkbalwedstrijd een gouden Smiecht losgelaten. De gouden Smiecht is de voorloper van de gouden Snaai (zie ook boven: De gouden snaai).

### 14de eeuw – 15de eeuw
Halverwege de 14de eeuw
De jacht op gouden Smiechten wordt verboden. Vanaf nu wordt er gebruikgemaakt van gouden Snaaien.
1358
De tovenaar Zacharias Mudde zet voor het eerst de volledige beschrijving van het Zwerkbalspel op papier. Inclusief anti-Dreuzel maatregelen. (zie ook rechtsboven: Dreuzelbeveiliging).
1362
De tovenaarsraad verbiedt het spelen van Zwerkbal binnen een straal van tachtig kilometer van een dreuzelstad.
1368
De tovenaarsraad verbiedt het spelen van Zwerkbal binnen een straal van honderdvijftig kilometer van een dreuzelstad.
1429
Het is nu verboden om Zwerkbal te spelen op elke plaats waar ook maar de geringste kans bestaat dat de spelers gezien kunnen worden door Dreuzels. De straf die hierop staat, is zwaar: de kerker in met een ketting om de nek van de gevangene.
1473
Het eerste WK Zwerkbal! Er doen echter alleen Europese teams mee. Sinds 1473 wordt het WK elke vier jaar gehouden.

### 16de eeuw – 18de eeuw
1538
Verbod op het gebruik van toverstokken tijdens Zwerkbalwedstrijden.
1652
De eerste Europacup. Dit toernooi wordt sindsdien elke drie jaar gehouden.
1674
De Profliga wordt opgericht. Vanaf dit moment mogen alleen nog de dertien beste Zwerkbalteams van Groot-Brittannië en Ierland deelnemen aan de Liga, de eredivisie.
1750
De oprichting van het Departement van Magische Sport en Recreatie. Zij leggen de officiële spelregels van het Zwerkbalspel vast. Een belangrijke taak van dit Departement is het beveiligen van Zwerkbalwedstrijden tegen dreuzels.

### 19de eeuw – nu
1883
De doelmanden worden vervangen door doelringen (zie ook boven: Doelringen) Dit is de laatste verandering die in het Zwerkbalspel is doorgevoerd.
1926
De gebroeders Helleveeg maken de eerste racebezem (zie ook boven: Bezems).
1967
Nimbus Racebezembouwers wordt opgericht.
1994
Ierland wint het WK Zwerkbal in een zinderende wedstrijd tegen Bulgarije:

### WK Zwerkbal
Het Wereldkampioenschap Zwerkbal is het belangrijkste Zwerkbalevenement dat voorkomt in de Harry Potterboekenreeks.
Het WK Zwerkbal is al 423 keer gehouden, en voor het begin van zijn vierde schooljaar gaat Harry Potter samen met Hermelien Griffel en de familie Wemel naar de finale van de vierhonderentweeënwtintigste editie van het WK. De nationale ploegen die dan tegen elkaar spelen zijn die van Bulgarije en Ierland.
De spelers van Bulgarije zijn Dimitrov, Zograv, Levski, Ivanova, Vulkanov, Volkov en Viktor Kruml. Viktor Kruml wordt behalve door zijn reputatie als de beste zoeker ter wereld ook beroemd door zijn uitloting als kampioen voor Klammfels tijdens het Toverschool Toernooi en vanwege zijn vermeende relatie met Hermelien Griffel.
De spelers van Ierland zijn Connoly, Ryan, Troy, Mullet, Moran, Quigley en Lynch. Van het Ierse nationale team deed niemand mee aan het Toverschool Toernooi en er zijn ook geen aanwijzingen gegeven dat ze nog schoolgaand zijn.
De wedstrijd wordt gewonnen door Ierland, ondanks het feit dat Bulgarije de Snaai ving - op het moment dat dat gebeurde stond Ierland namelijk al met 170-10 voor. De eindstand was dus 170-160
 Ierland 170 - 160  Bulgarije

## Nationale Zwerkbalteams
- Argentinië[1]
- Australië[2]
- Brazilië[1]
- Bulgarije[3]
- Duitsland[1]
- England[3]
- Frankrijk[1]
- India[3]
- Ierland[3]
- Japan[1]
- Luxemburg[3]
- Oeganda[3]
- Peru[3]
- Portugal[3]
- Schotland[3]
- Spanje[1]
- Transsylvanië[1]
- Turkije[3]
- Verenigde Staten van Amerika[1]
- België[1]
- Wales[3]
- Ecuador
- Venezuela

## Regionale Zwerkbalteams
Groot-Brittannië en Ierland:
- Appleby Arrows
- Badwater Bats
- Caerphilly Catapults
- Cambridge Cannons
- Falmouth Falcons
- Holyhead Harpies
- Kenmare Kestrels
- Montrose Magpies
- Pride of Portree
- Pullover United
- Tutshill Tornado's
- Wigtown Wanderers
- Winterpayne Wasps
- London Airforce

Rest van de wereld:
Europa
- Bigonville Bombers[5]
- Braga Broomfleet[5]
- Gorodok Gargoyles[5]
- Grodzisk Goblins[5]
- Heidelberg Harriers[5]
- Karasjok Kites[5]
- Quiberon Qui-Vives[5]
- Vratsa Vultures[5]

Azië
- Toyohashi Tengu[5]

Oceanië
- Moutohora Macaws
- Thundelarra Thunderers
- Woollongong Warriors

Afrika
- Gimbi Giant-Slayers
- Patonga Proudsticks
- Sumbawanga Sunrays
- Tchamba Charmers

Noord-Amerika
- Fitchburg Finches
- Haileybury Hammers
- Moose Jaw Meteorites
- Stonewall Stormers
- Sweetwater All-Stars

Zuid-Amerika
- Tarapoto Tree-Skimmers[5]